# Beyne-Heusay
Beyne-Heusay (in vallone Binne-Heuzea) è un comune del Belgio facente parte della Comunità francofona del Belgio, situato nella Regione Vallonia nella provincia di Liegi. Il comune fa parte dell'agglomerazione di Liegi.

## Sezioni del comune
Attualmente questa entità raggruppa i vecchi comuni di Bellaire, Beyne-Heusay, Queue-du-Bois ed il piccolo centro di Moulins-sous-Fléron (anticamente parte del comune di Fléron).

## Storia
Il comune di Beyne-Heusay, situato alle pendici del plateau de Herve, si è costituito, lungo i secoli, dal raggruppamento di diversi villaggi e frazioni.
La creazione del primo di questo, Beyne, risale al 1321, in quel che allora era il Principato di Liegi.
Nel 1977, il territorio si è ingrandito associandosi con quello dei vecchi comuni di Bellaire e Queue-du-Bois, da una parte, e di Moulins-sous-Fléron, necessario tratto d'unione tra i due versanti, dall'altra parte.

## Galleria d'immagini

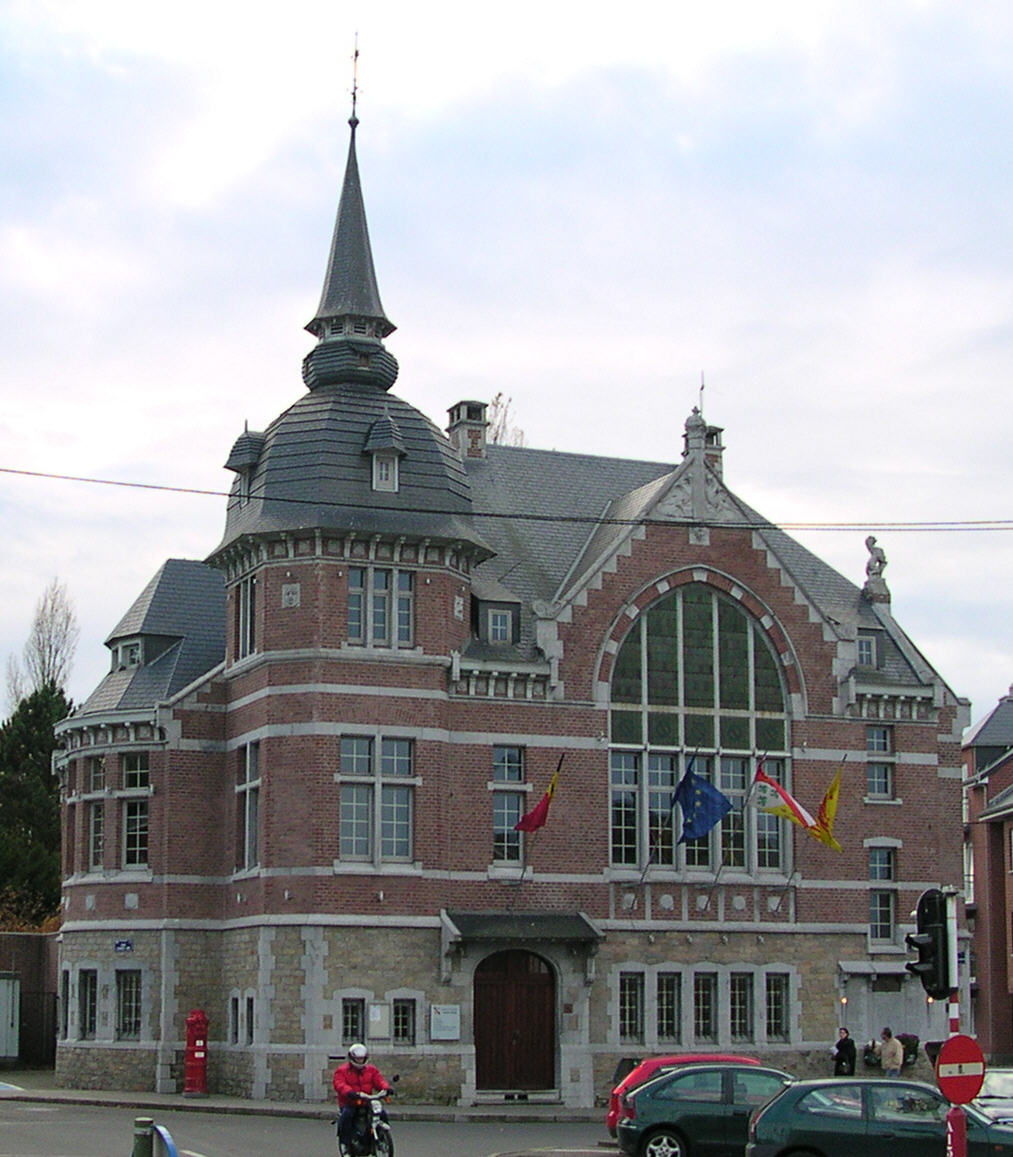
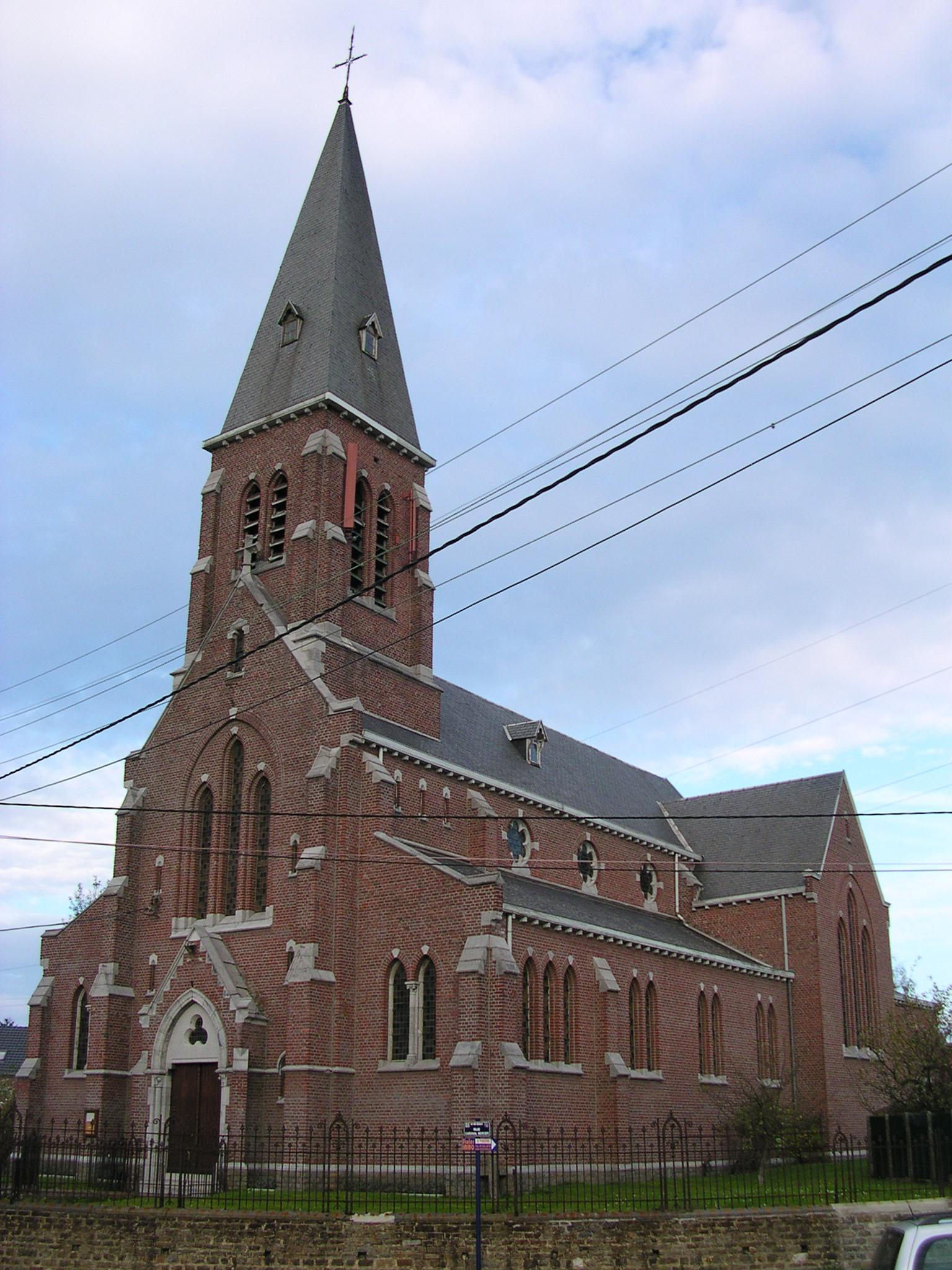
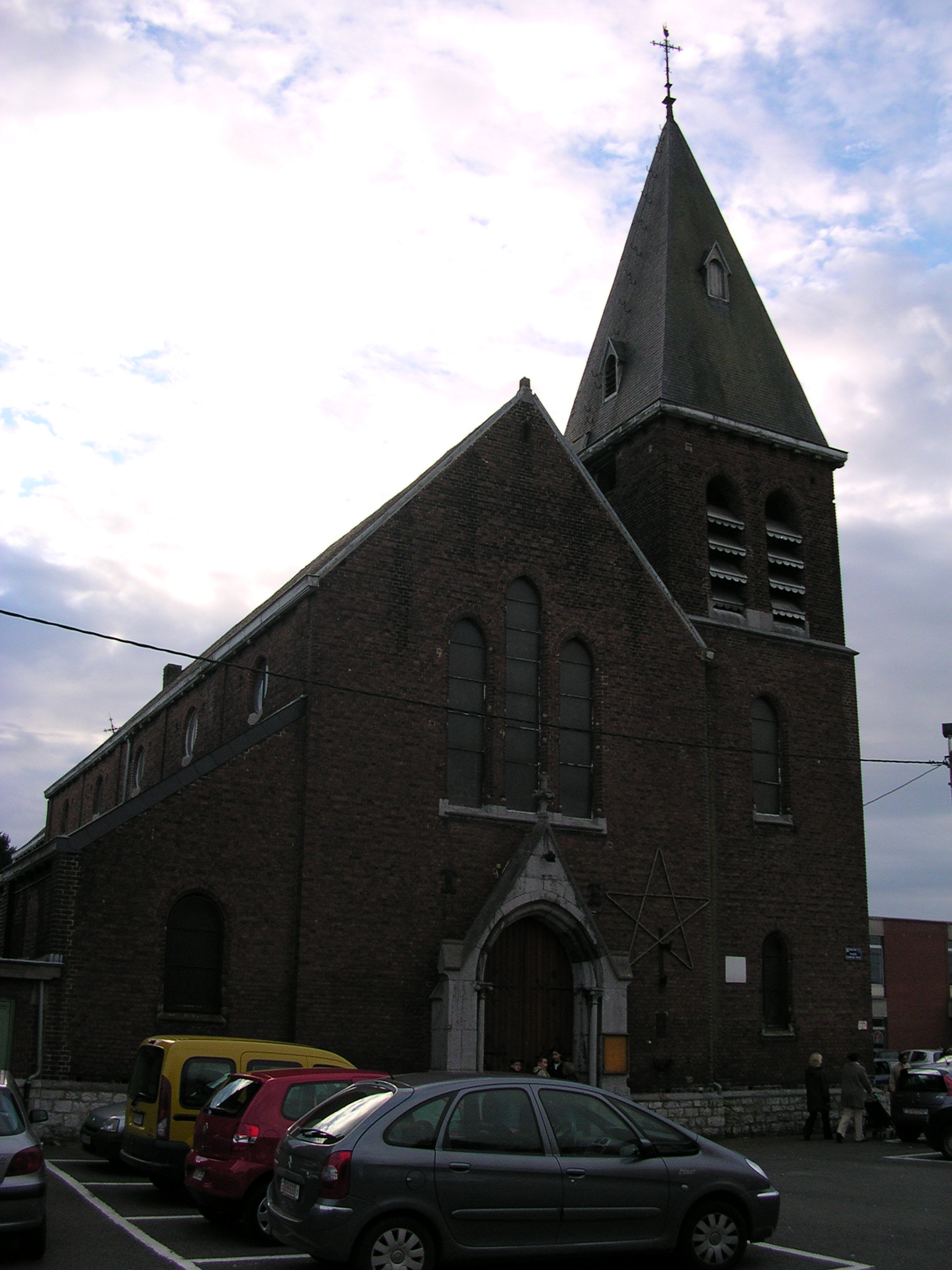